# Stenopogon laevigatus
Stenopogon laevigatus är en tvåvingeart som först beskrevs av Friedrich Hermann Loew 1851.  Stenopogon laevigatus ingår i släktet Stenopogon och familjen rovflugor. Inga underarter finns listade i Catalogue of Life.